# Мякушино
Мякушино — упразднённая деревня в Вязниковском районе Владимирской области России.

## География
Урочище находится в северо-восточной части области, в зоне хвойно-широколиственных лесов, в пределах Волжско-Окского междуречья, к востоку от реки Тетрух, к северу от автодороги 17Н-542, на расстоянии 28 километров (по прямой) к юго-западу от города Вязники, административного центра района. Абсолютная высота — 115 метров над уровнем моря.

### Климат
Климат характеризуется как умеренно континентальный. Средняя температура воздуха самого холодного месяца (января) — −11,1 °C (абсолютный минимум — −48 °С), средняя максимальная температура воздуха (июля) — +23,3 °С (абсолютный максимум — +37 °С). Годовое количество атмосферных осадков составляет около 607 мм, из которых 413 мм выпадает в период с апреля по октябрь.

## История
В «Списке населенных мест Владимирской губернии по сведениям 1859 года» населённый пункт упомянут как удельная деревня Мякушкино (Мякутино) Судогодского уезда, расположенная при речке Тетрухе, в 64 верстах от уездного города. В деревне насчитывалось 8 дворов и проживало 86 человек (46 мужчин и 40 женщин).
По состоянию на 1905 год, в Мякушкине имелось 20 дворов и проживало 134 человека. В административном отношении деревня входила в состав Больше-Григоровской волости.
По данным 1926 года, в деревне имелось 25 крестьянских хозяйств и проживало 109 человека (52 мужчины и 57 женщин). Являлась частью Мало-Поздняковского сельсовета.
На момент упразднения входила в состав Шатневского сельсовета Вязниковского района. Упразднена решением облисполкома № 319 от 16 мая 1986 года как фактически не существующая.